# Phyllostachydius longipennis
Phyllostachydius longipennis är en insektsart som beskrevs av Max Beier 1954. Phyllostachydius longipennis ingår i släktet Phyllostachydius och familjen vårtbitare. Inga underarter finns listade i Catalogue of Life.